# Poljicai Köztársaság
A Poljicai Köztársaság (horvátul: Poljička republika, más néven Poljička knežija) egy önálló közigazgatással rendelkező autonóm közösség volt a mai Horvátország déli részén, Splittől keletre, a mai Omiš közelében. A 13. századtól a Napóleoni hódításig létezett.

## Fekvése
Poljica a Mosor-hegység körül található mezőkről (a horvát polje szó mezőt jelent) kapta a nevét. Ezek Donja (Alsó), Srednja (Közép) és Gornja (Felső) Poljica részekből állnak. A köztársaság területei főként a Cetina folyó délkeleti kanyarulatában helyezkedtek el, mely közvetlenül a folyó omiši torkolata előtt található. Tartalmazta továbbá a Mosor-hegység tömbjét, és az Omištól Stobrečig húzódó, mintegy 16 km hosszúságú termékeny partsávot.
Poljica területe alapvetően három övezetre oszlott: Felső-Poljica (Zagorska), mely a Mosor-hegység mögött, az Adriai-tengertől legtávolabb található; Közép-Poljica (Zavrska), mely Poljica legnagyobb részét (mintegy 50%-át) teszi ki, és a Žrnovnica folyótól a Cetina zadvarjei részéig folyóig terjed; valamint Alsó-Poljica (Primorska), amely az ókori görög Eqetium kolónia maradványaira épült, és a tenger mentén Omištól Stobreč faluig terjedt.
- Felső-Poljica a következő mai települések területét foglalta magába: Donji Dolac, Putišići, Srijane, Gornji Dolac és Trnbusi.
- Közép-Poljicához tartozott a következő mai települések területe: Donje és Gornje Sitno, Srinjine, Tugare, Dubrava, Naklice, Gata, Zakučac, Čisla, Ostrvica, Zvečanje, Smolonje, Kostanje, Seoca és Podgrađe.
- Alsó-Poljica a következő mai települések területét foglalta magába: Podstrana, Jesenice, Dugi Rat, Sumpetar és Duće.[2]

## Közigazgatás
Az ősi Poljica fejedelemség 12 katunra oszlott, amelyek tizenkét nagyobb poljicai falu nevét viselték. Minden katun Szent György napján (április 23.) kora reggel választotta meg a katun vezetőjét, akik a Gatában megtartott vallási szertartás után lementek a néppel Podgradacba, és egy évre nagyherceget választottak. A szabad paraszti falvak elöljárói nem rendelkeztek ugyanazokkal a jogokkal, mint más falvak elöljárói. Szavazhattak, de Splithez fűződő kapcsolataik miatt nem választhatták be őket Poljica kormányába.
A választott tisztviselők a három bíróval együtt mindig nemesi származásúak voltak, bár a polgárok egész testülete választotta őket. Két nemesi rend létezett: a „didići”, akik a hazai nemesek soraiból kerültek ki, és az „ugričići”, akik a Horvát-Magyar Királyság más részeiről érkezett nemesek voltak. Mindkét nemesi csoport horvát volt, de hogy megkülönböztessék őket a Magyarország fennhatósága alá tartozó területekről származóktól külön tartották őket számon. A didićik a legendák szerint Miroslav horvát király leszármazottai voltak. A tisztségviselők leszármazottai grófi címet használhattak. Ezek alatt a köznemesség és a jobbágyok sorakoztak.
A hagyományos poljicai katunok a következőkből álltak:
- Felső-Poljica: Dolac Donji és Gornje Polje
- Közép-Poljica: Kostanje, Zvečanje, Čišla, Gata, Dubrava, Sitno és Srinjine
- Alsó-Poljica: Duće, Jesenice és Podstrana

A Poljicai Köztársaság határait az 1482-es Poljicai Statutum írta le.

## Története
A Poljicai Köztársaságot tizenkét falu közössége alapította. A tizenkét falu közül ötöt nagymértékben spliti származású szabadparasztok népesítettek be, ezért ezeket szabadparaszti falvaknak nevezik. A többi falut a három testvér leszármazottai lakták. Ezt a három testvért tartja a hagyomány Poljica alapítóinak. A hagyomány szerint a három testvér Tišimir, Krešimir és Elem, Miroslav horvát király fiai voltak, és Boszniából menekültek Poljicára. A 15. század közepén vették birtokukba Felső-, Közép- és Alsó-Poljicát.
Poljica harcias hegyvidéki lakói már nagyon korán az omiši kalózok barátai és szövetségesei lettek, akik anélkül zaklathatták szomszédaik tengeri kereskedelmét, hogy féltek volna a hirtelen szárazföldi támadástól. Omiš még 1207-ben chartát kapott II. András királytól, így a Magyar Királyság névleges védelme alatt maradt egészen 1444-ig, amikor Omiš és Poljica is, megőrizve belső szabadságát, elfogadta a Velencei Köztársaság fennhatóságát.
Boszniának az Oszmán Birodalom általi megszállása súlyosan érintette a Poljicai Köztársaságot. 1530-ban és 1686-ban a helyi erők jelentős csatákat vívtak a törökök ellen, és mindkét alkalommal visszaverték az oszmán hadsereget. Ekkor vált hőssé egy fiatal poljicai nő Mila Gojsalić, aki úgy áldozta fel magát a poljicai közösség érdekében a törökökkel való konfliktusok egyikében, hogy belopózott a török táborba, és felrobbantotta a lőszerraktárt. Szobra, mely Ivan Meštrović alkotása a Cetina torkolatára néző hegytetőn áll. Történetből színházi darab is készült.
A Velencei Köztársaság 1797-es bukása után megszűnt a velencei fennhatóság. Poljica lakossága 1806-ban 6566 fő volt, a következő évben azonban a Napóleon elleni háborúba keveredett az által, hogy segítséget nyújtott a Dalmáciában a franciák ellen harcoló oroszoknak és montenegróiaknak. Francia csapatok támadták meg, kifosztották falvait, lemészárolták lakóit, és végül a függetlenségtől is megfosztották őket. Napóleon bukása után Poljica is a Habsburg Birodalom része lett.
Poljica környéke a horvát nemzeti ébredés szempontjából is fontos volt, mert szavazatai nagyban hozzájárultak a Néppárt (Narodna stranka, horvát unionista párt) 1882-es Split megyei választásokon aratott győzelméhez. 1912-ben a poljicai régiót egyetlen községként alakították újra. 1918-ban az új független délszláv állam, majd 1929-től Jugoszlávia része lett. 1945-ben területét újra több község között osztották fel, és így is maradt a mai napig, amikor az itteni falvak a Omiš, Podstrana, Dugi Rat és Split községek részét képezik. Ma ezen a körülbelül 250 km2-es területen körülbelül 20 000 ember él. Nemrégiben a köztársaságot kulturális szervezetként alapították újra, ahol az uralkodó herceget (veliki knez) évente egyszer választják.

## Poljica uralkodói
A köztársaság vezetői előbb grófi, majd hercegi, végül nagyhercegi címet viseltek.

### Grófok
- Dalizio (Dališ) 1070
- Visen (Uisono) 1076, 1078
- Vratina (Uratina) 1088
- Kačić, 12. század
- Gregor Ivanišević 1120
- Domaso Papalli 1144
- Alberti 1145
- Michiel Francesco Ivancichio 1146
- Comulli Petracca 1148
- Lovretić 1149
- Ivan Papalli 1200

### Hercegek
- Tolen 1239
- Šubić grófok a 13. század végéig uralkodtak
- bribiri Mladen II. Šubić 1322
- Gregor Jurinić 1328
- Jure Rajčić 1342 és 1350 között
- Dražoe, Kamengrad ura 1350

### Nagyhercegek 1444 és 1482 között
- Grisogono
- Cindro
- Alberti
- Petracca
- Dujam Papalić (Papalli)

### Nagyhercegek
- Arnerio Lovretić 1451
- Žane Žanić 1454
- Mijo Pocolić (Kulišić néven is ismert) 1458
- Matija Tusčević Scinsić 1459
- Komula Vitković 1461
- Dujam Papalić 1468
- Stipan Mikulić 1469
- Dujam Maričić 1479
- Dujam Papalić 1482 – 1483
- Ivan Petrović 1499 október – 1500 március
- Marian Gregolić 1500
- Augustin Maričić 1503 február – 1504 január vagy február
- Ivan Jovanović 1504 – 1511
- Ivaniš Nenada Dražoević 1511 – 1546
- Ivan Augustinović (Dražoević) 1512 és 1537 között ötször
- Jure Pavić March 1537
- Radoš Sladoević 1541
- Ivan Augustinović (Dražoević) 1546 – 1567
- Augustin Maričić 1555
- Nikola Sudgić 1567 – 1581
- Stipan Mikulić (Nikolić, Dražoević) 1581 – 1605
- Pavo Pavić 1596
- Jure Pavić 1607 – 1609
- Radoš Sudgić 1609 – 1626
- Nikola Gojaković 1619
- Ivan Sikić 1620
- Jure Sinovčić 1626 – 1628
- Pavo Sudgić 1628 – 1632
- Jure Pavić 1632 – 1655
- Stipan Bobetić 1652. március 8.
- Jure Sinovčić 1655 – 1676
- Pavo Sučić 1676 – 1678
- Ivaniš Novaković 1678 – 1684
- Luka Sinovčić 1684 – 1701
- Marko Barić 1701 – 1704
- Marko Sinovčić 1704 – 1708
- Ivan Sinovčić 1706. szeptember 14.
- Jure Novaković 1707. november 24.
- Marko Barić 1708 – 1710
- Ivan Barić 1710 – 1712
- Petar Barić 1711. augusztus 11.
- Marko Barić 1712 – 1716
- Ivan Sinovčić 1716 – 1717
- Ivan Barić 1717 – 1721
- Ivan Novaković 1721 – 1732
- Pavo Pavić 1728. október 28.
- Petar Sinovčić 1732 – 1740
- Marko Barić 1740 – 1742
- Ivan Novaković 1742 – 1747
- Marko Barić 1747 – 1760
- Ivan Pavić 1756. július 20.
- Jure Novaković 1760 – 1768
- Frano Pavić 1766 – 1768
- Ivan Jerončić 1768 – 1771
- Frano Pavić 1770 – 1777
- Ivan Jerončić 1777 – 1778
- Andrija Barić 1778 – 1783
- Jure Novaković 1783 – 1789
- Ivan Sičić 1789
- Matija Kružičević 1793
- Frano Pavić 1796. szeptember 9.
- Frano Gojselić 1796. február 24.

### Nagyhercegek az átmeneti Habsburg uralom idején (1797 és 1806 között)
- Marko Žuljević 1797. november 18. – 1798. március 25.
- Matija Mianović 1799. május 21. – 1801. december 1.
- Ivan Čović 1803. április 23. – 1806

### Nagyhercegek Dalmácia francia megszállása idején (1807)
- Ivan Čović 1807. június 10-ig, amikor a köztársaság területe a Francia Császárság része lett